# NGC 2351
NGC 2351 est un groupe d'étoiles, situé dans la constellation de la Licorne. Il a été découvert par l'astronome britannique John Herschel en 1828.